# Czerwony świt (powieść)
Czerwony świt, także Złota krew (tyt. oryg. Red Rising) – amerykańska powieść fantastycznonaukowa z 2014. Jej autorem jest Pierce Brown. Książka jest debiutem twórcy, a także pierwszym tomem trylogii Red Rising. Jej akcja rozgrywa się na Marsie. W Polsce książka ukazała się nakładem Drageus Publishing House 19 listopada 2015 jako Złota krew, następnie ukazywała się także pod tytułem Czerwony świt. 
W lutym 2014 Universal Pictures zakupiło prawa do jej ekranizacji. Reżyserem dzieła ma być Marc Forster.

## Odbiór
Powieść została pozytywnie odebrana zarówno przez krytyków, jak i recenzentów, zajmując 20. miejsce na liście bestsellerów New York Timesa.
Marc Snetiker z Entertainment Weekly dał książce ocenę A-. Brian Truitt z USA Today wystawił książce ocenę 3,5 na 4 gwiazdki, pisząc: „Złota krew” wznosi się ponad zatłoczone pole dystopii. Piszący do The Huffington Post, Britt Michaelian wyjaśnił: Moralność i wartości, które są eksplorowane przez postacie w „Złotej krwi”, mogą zainspirować pokolenie czytelników do inteligentnego myślenia o wpływie ich decyzji na siebie, swoją rodzinę i przyjaciół oraz ich świat jako całość Ta książka jest naprawdę potężną lekcją przywództwa. 